# Río Melovaya (Kalitvá)
El río Melovaya (en ruso: Мелова́я es un río de los óblasts de Lugansk (Ucrania) y Rostov (Rusia), afluente por la derecha del río Kalitvá, que lo es del Séverski Donets, tributario del Don. 

## Características
El río tiene una longitud de 43 km y una cuenca que cubre un área de 277 km². Nace al norte de Dibrova, en Ucrania y, a continuación, se dirige hacia el sur, pasando por Fominske. Cruza la frontera rusa al sur de la anterior localidad y sigue en la misma dirección dejando en sus orillas Galdin, Tarásovo-Melovskoye, Kasianovka, donde inicia su viraje hacia el este, Fiódorovka, Osikovo, Chertkovo, Poltava, Shevchenkovski, Dudnikovski y Mánkovo-Kalitvénskoye, donde desemboca en el Kalitvá.